# Flavius Pompeius
Flavius Pompeius, né avant 500 et mort le 19 janvier 532 à Constantinople, est un homme politique de l’Empire byzantin. Il est notamment consul en 501 et participe à la sédition Nika en janvier 532, à la fin de laquelle il est exécuté. Il est un neveu de l’empereur Anastase Ier.

## Famille
Très peu est connu sur Pompeius, que ça soit sur ses faits d’armes ou sa vie en général. Cependant, plusieurs informations nous sont parvenues sur la famille de ce dernier. Pompeius est issu d’une famille royale. Il est le fils de Secundidus et Ceasaria, la sœur de l’empereur Anastase Ier . Son père semble avoir occupé un rôle politique à Constantinople, se retrouvant consul en 511. Prior à son consulat, Secundidus a également occupé le rôle d’éparque de Constantinople en 492. Pompeius a aussi un frère, nommé Hypatius. Pompeius se marie éventuellement à une femme nommée Anastasia. Les deux ont eu un enfant, mais il est difficile pour les historiens de déterminer avec certitude la lignée par la suite. Peu d’informations subsistent sur la relation entre Pompeius et Anastase qui est son oncle. Les deux ne semblent pas avoir une relation digne de mention. 

## La succession d'Anastase
Anastase règne de 491 à 518, mais ce dernier n’a jamais eu d’enfants. La question de sa succession est sans surprise quelque chose qui le trouble ainsi que ses proches. Bien qu’il n’a aucun héritier direct à qui léguer le trône, Anastase peut compter sur ses neveux : Hypatius, Probus et Pompeius. Un problème se pose par contre : Anastase ne sait pas lequel de ses neveux choisir. Dans un manuscrit datant du 9e siècle intitulé Anonymus Valesianus Pars Posterior, un auteur inconnu raconte la vision qu’aurait eue Anastase afin de choisir son successeur. Avant d’avoir sa vision, l’empereur a cependant laissé au destin le choix duquel de ses neveux devraient hériter du trône en y allant d’une stratégie particulière.

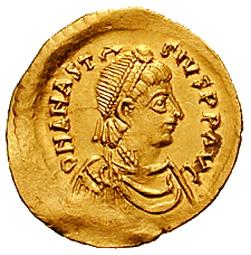
Pièce de monnaie à l'effigie d'Anastase Ier, oncle de Pompeius.

Anastase cache sous un oreiller un symbole représentant le pouvoir royal de Constantinople et décide que celui de ses trois neveux qui se coucherait dans le lit avec cet oreiller serait son choix pour devenir empereur. Malheureusement pour Anastase, son idée ne fonctionne pas, car ses neveux optent tous pour une autre couche, ce qu’Anastase interprète comme étant un signe qu’aucun de ses neveux ne doit recevoir le trône . C’est à la suite de cet échec qu’Anastase a une vision lui disant que la première personne qui lui sera annoncée au matin sera le futur empereur. Le lendemain, la première personne qui lui est annoncée est Justin, et Anastase le choisit comme son successeur, mais garde cela un secret. Il ne serait pas surprenant que cette annonce fût reçue avec une forme de surprise. Après tout, Pompeius et Hypatius font partie de la famille d’Anastase, une famille riche et importante de Constantinople. Ils ont tous les deux le titre de patriciens et ont même occupé le poste de consul. Ils ont aussi commandé des armées. Leurs preuves sont faites et il est donc facile d’imaginer la consternation chez la famille lorsque Justin fut couronné en 518.

## Carrière politique et militaire
La carrière politique de Pompeius suit essentiellement un parcours typique pour un homme de son statut. Les membres masculins de la famille d’Anastase ont souvent occupé le rôle de consul ce qui a amené une richesse et un prestige important à cette dernière. Pompeius occupe lui-même le rôle de consul en 501 en compagnie d’Avienus. Étrangement, son consulat se produit avant celui de son père qui exerce le sien en 511. Outre le titre de consul, la carrière de Pompeius est marquée par certaines expéditions militaires durant lesquelles il commande même des armées. En 517, l’armée qu’il commande subit notamment une défaite face à des envahisseurs étrangers alors qu’il est à Andrinople. Il commande aussi une armée en 528 et reçoit même divers renforts, bien qu’il n’a pas d’autres combats lors de cette année.
Les divers titres que Pompeius a eus sont aussi parfois source de débats ou mésententes entre divers historiens. Par exemple, il est connu que Pompeius est un patricien, mais il n’est pas clair quand exactement il reçoit le titre. La meilleure supposition est qu’il l’a obtenu lors du règne d’Anastase, bien que cela n’aide pas à déterminer une année bien précise. Un autre titre dont les historiens ne sont pas certains est celui que Pompeius possède alors qu’il dirige une armée en 528. En effet, plusieurs peuvent penser qu’il est magistri militum per Orientem. Il s’agit de l’un des plus hauts titres de nature militaire et en fait son récipiendaire le général des armées d’Orient. Cependant, il s’avère qu’en 528, le magistri militum per Orientem n’est nul autre qu’Hypatius, le frère de Pompeius. Pompeius est donc soit magistri militum praesentales ou magistri militum vacans. Le premier titre fait référence à une affiliation quelconque avec l’empereur alors que le second est lié à un général ayant quitté sa province attitrée, le titre lui donnant autorité sur les nouvelles régions qu’il commande.

## La sédition Nika
Pompeius participe à la sédition Nika en 532 avec son frère Hypatius. Les historiens antiques ne sont pas explicites quant au rôle que Pompeius a joué lors de la révolte. Hypatius semble en effet être mis de l’avant par les insurgés alors que Pompeius est peut-être seulement présent étant donné qu’il était le frère d’Hypatius. Il en reste tout de même que ce dernier est victime des représailles de Justinien une fois la révolte terminée.

### Contexte de la révolte

Plan de l'Hippodrome de Constantinople illustrant les places des factions.

La sédition survient en janvier 532 alors que deux factions de l’époque, les bleus et les verts, se révoltent contre l’empereur Justinien à Constantinople, la révolte dure en tout une semaine. Un des facteurs expliquant cette révolte est que Justinien cesse de donner des avantages et de protéger une faction, ce qu’il a fait pendant plusieurs années. Cette tension atteint son paroxysme alors que deux partisans des factions étant condamnés à mort survivent miraculeusement à leur exécution. Ils sont ensuite emprisonnés, mais les deux factions exigent Justinien de les libérer, alors que ce dernier tente de calmer la situation avec des jeux à l’Hippodrome. Les partisans réalisent que Justinien ne cédera pas et décident de prendre les choses en mains en libérant eux-mêmes les prisonniers de la prison. Lors de cette altercation, les partisans des factions tuent des gardes et saccagent la prison en y mettant le feu notamment. À partir de ce moment, les choses ne vont qu’escalader de jour en jour.

### Rôle d'Hypatius et Pompeius
Le rôle d’Hypatius et Pompeius dans la révolte est lié au fait que dans les factions, certains désirent un changement dans la dynastie en place. En effet, il y a un grand mécontentement vis-à-vis Justinien et on voit dans Hypatius et Pompeius, les neveux du défunt empereur Anastase, de potentiels nouveaux empereurs. Cependant, cela ne semble pas avoir été le but premier des insurgés. Alors que plusieurs voient dans la sédition Nika une révolte organisée, l’historien Alan Cameron voit quelque chose d’un peu plus «spontané». En effet, ce n’est que le 18 janvier que Hypatius et Pompeius sont ciblés par les partisans et sénateurs, alors que la révolte a débuté le 13. De plus, les partisans ont auparavant pensé proclamer Probus, un autre neveu d’Anastase, mais ce dernier a pris la fuite voyant la situation d’un mauvais œil. Il en reste tout de même qu’Hypatius est finalement couronné empereur au Forum de Constantin par des partisans le 18 janvier; Pompeius est présent, mais semble être un spectateur plus qu’autre chose. Cependant, il s’agit ici de la fin de la révolte. Justinien fait intervenir ses troupes et il y a un véritable massacre avec pas moins de 30 000 morts. Hypatius et Pompeius sont tous les deux amenés devant l’empereur et malgré les nombreuses supplications d’Hypatius, ils sont exécutés le lendemain. 
Il n’est pas banal de questionner le rôle réel d’Hypatius et Pompeius lors de la révolte. En effet, bien qu’Hypatius devient essentiellement un usurpateur, il n’est pas faux de considérer que ce dernier, ainsi que son frère, ont été utilisés par les partisans afin d’atteindre un but politique précis. Bien que Justinien les soupçonne d’être des traîtres, c’est seulement lorsqu’il les laisse quitter l’Hippodrome que les deux frères sont ralliés par les sénateurs le lendemain. De plus, la raison principale de leur exécution semble avoir été la crainte de Justinien qu’ils soient de nouveau utilisés dans une autre révolte. Si à la suite de leur exécution, leurs biens sont confisqués et certains membres de leur famille forcés à l’exil, Pompeius et Hypatius sont éventuellement pardonnés permettant le retour de leur famille à Constantinople.

## Religion

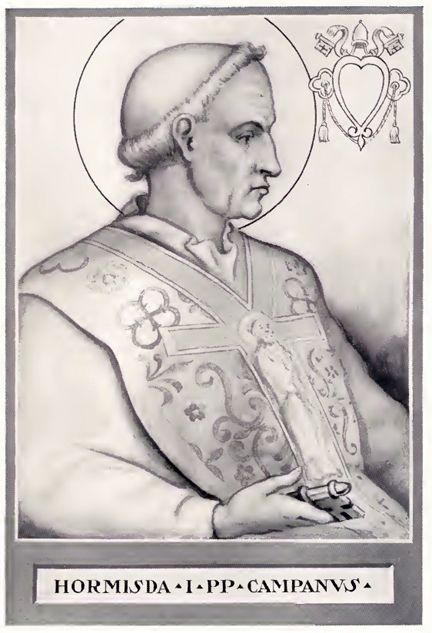
Le pape Hormisdas avec lequel Pompeius et sa femme correspondent.

Pompeius ainsi que sa femme, Anastasia, sont des chalcédoniens. Les deux supportent donc la décision du concile de Chalcédoine qui considère les deux natures de Jésus : soit la nature divine et humaine. Les deux rencontrent même fréquemment Sabas le Sanctifié, un moine originaire de Cappadoce. Cyrille de Scythopolis, qui relate la vie de Sabas le Sanctifié, explique même qu’Anastasia lui a prodigué des informations relatives à la vie du Sabas illustrant le fort lien religieux entre ce dernier et Anastasia. En 512, lors d’une manifestation contre les monophysites, la maison de Pompeius est brûlée. Cependant, étant chalcédonien, il se peut bien qu’il n’était pas visé spécifiquement et qu’il s’agit seulement d’un débordement.  
Pompeius et sa femme entretiennent aussi une correspondance avec le pape Hormisdas. En tout, les deux époux envoient à ce dernier trois lettres et ils obtiennent même des réponses du pape. Leurs discussions sont surtout reliées au schisme acacien. Pompeius joue un rôle important dans la résolution du schisme en 519 en donnant son appui au pape lors des négociations et en rencontrant ses envoyés à l’extérieur de Constantinople. Pour ce qui est d’Anastasia, elle devient éventuellement une none dans un monastère situé sur le Mont des Oliviers où elle se retire pour mener une vie pieuse. Les sources ne précisent pas quand exactement elle fonde son monastère, mais il est facile de supposer que cela survient après la mort de Pompeius.

### Sources
- (en) Cyrille de Scythopolis (trad. de R.M. Price), The Lives of Monks of Palestine, Kalamazoo, Cistercian Publications, 1991, 305 p.

### Études
- (en) T.H. Blindley, The Oecumenical Documents of the Faith, London, Methuen & Co., 1899, 311 p.
- (en) J.B. Bury, History of the Later Roman Empire: From the Death of Theodosius to the Death of Justinian, New York, Dover Publications Inc., vol. 2, 2011 [1889], 500 p.
- (en) Alan Cameron, Circus Factions: Blues and Greens at Rome and Byzantium, Oxford, Clarendon Press, 1976, 364 p.
- (en) Alan Cameron, «The House of Anastasius», Greek, Roman and Byzantine Studies, vol. 19, no 3, 1978, p. 259-276.
- (en) Andrew Louth, «Justinian and his Legacy (500-600)», dans Jonathan Shepard (dir.), The Cambridge History of the Byzantine Empire: c. 500-1492, Cambridge, Cambridge University Press, 2008, p. 99-129.
- (en) J.R. Martindale, The Prosopography of the Later Roman Empire : Volume II, A.D. 397-527, Cambridge, Cambridge University Press, 1980, 1342 p.
- (en) Meaghan Mcevoy, «Dynastic Dreams and Visions of Early Byzantine Emperors», dans (dir.) Neil Bronwen et Eva Anagnostou-Laoutides, Dreams, Memory and Imagination in Byzantium, Leiden, Brill, 2018, p. 99-117.
- (en) David Alan Parnell, Justinian’s Men : Careers and Relationships of Byzantine Army Officers, 518-610, Londres, Palgrave Macmillan, 2017, 228 p.